# Einar Hellström
Einar Hellström, född den 7 augusti 1894 i Stockholm, död den 11 januari 1966 i Näsbypark, var en svensk militär.
Hellström blev fänrik vid Positionsartilleriregementet 1915 och löjtnant där 1918. Han fick transport som löjtnant till Smålands artilleriregemente 1928 och blev kapten där 1930. Hellström var artilleristabsofficer 1933–1939. Han befordrades till major 1937 och till överstelöjtnant 1939. Hellström var överste och chef för Karlsborgs luftvärnsregemente 1941–1946 samt chef för Luftvärnsskjutskolan 1946–1954. Han publicerade artiklar i facktidskrifter. Hellström invaldes som ledamot av Krigsvetenskapsakademien 1943. Han blev riddare av Svärdsorden 1936, kommendör av andra klassen av samma orden 1945 och kommendör av första klassen 1948. Hellström vilar på Täby kyrkogård.